# Андреевский (Алейский район)
Андреевский — упразднённый посёлок в Алейском районе Алтайского края России. На момент упразднения входил в состав Плотавского сельсовета. Исключён из учётных данных в 1985 году.

## География
Посёлок находился в центральной части края, на правом берегу реки Алей в устье лога Объемный, на расстоянии приблизительно 3,5 километров (по прямой) к юго-востоку от села Кашино.

### Климат
Резко континентальный. Средняя температура января −17,6 °С, июля — +20 °С. Годовое количество осадков — 440 мм.

## История
Основан в 1923 г. В 1928 году деревня Андреевка состояла из 106 хозяйств. В административном отношении входил в состав Кашинского сельсовета Алейского района Барнаульского округа Сибирского края.

## Население
В 1926 году в деревне проживало 567 человек (268 мужчин и 299 женщин), основное население — русские.